# Зельбах (Рейн-Лан)
Зельбах (нім. Seelbach) — громада в Німеччині, розташована в землі Рейнланд-Пфальц. Входить до складу району Рейн-Лан. Складова частина об'єднання громад Нассау.
Площа — 7,24 км2. Населення становить 406 ос. (станом на 31 грудня 2020).